# Лещенко, Сергей Михайлович
Сергей Михайлович Лещенко (1904—1974) — советский государственный и хозяйственный деятель, организатор работ в области авиационной и ракетной техники, доктор технических наук, инженер-полковник.

## Биография
Родился 31 декабря 1903 года (13 января 1904 года) в станице Морозовской, Области войска Донского, ныне — Ростовской области.
По окончании четырёх классов железнодорожной школы с 1916-го по 1918 год работал в кузнечном цехе, затем — учеником литейщика на Чугунолитейном заводе в родной станице.
Участник Гражданской войны. С 1918 по 1920 год добровольно служил в Рабоче-крестьянской Красной армии. В составе партизанского отряда участвовал в боях с Донской армией генерала П. Н. Краснова в районе станицы Кривомузгинской (под Царицыном).
Затем служил подручным слесаря в авторемонтном поезде № 5 10-й армии в бригаде бронепоезда. После демобилизации работал слесарем в автомастерских в городе Ростове-на-Дону. Был избран членом бюро окружного комитета РКСМ.
В 1925 году стал членом ВКП (б). Был избран членом бюро окружного комитета РКСМ. В 1925 году стал членом ВКП (б).
Окончил Московский механический институт (ныне — Национальный исследовательский ядерный университет «МИФИ́») в 1929 году.
По заданию Народного комиссара тяжёлой промышленности Серго Орджоникидзе, находился в рабочей командировке в г. Детройте (США), где, по собственным словам, «под видом бизнесмена и родственника белоэмигранта занимался „добычей“ (с целью доставки в СССР) проектно-технической документации для будущего строительства Челябинского тракторного завода». Согласно официальной биографии, он являлся инженером по проектированию кузнечного производства — заместителем главного инженера проектного бюро будущего завода.
По возвращении в СССР в августе 1931 года он был назначен директором кузнечного корпуса ЧТЗ.
С марта 1933 года являлся заместителем технического директора ЧТЗ по монтажу, а с августа 1933 — по подготовке производства.
В 1935 году он был отозван в Москву и назначен управляющим трестом «Автотрактородеталь».
В 1936 году стал директором авиазавода имени С. П. Горбунова.
В 1937 году был обвинён в шпионаже и вредительстве и подвергся аресту.
В августе 1938 года был отправлен в Бутырскую тюрьму в Москве, затем был переведен в г. Болшево Московской области, где работал в так называемой «шарашке» НКВД — ЦКБ-29 сектора опытного самолётостроения ЦАГИ.
Здесь, под руководством находящегося под арестом Выдающегося конструктора Владимира Михайловича Петлякова занимался разработкой и созданием двухмоторного скоростного пикирующего бомбардировщика Пе-2, принятого на вооружение и ставшего одним из основных самолётов в период Великой Отечественной войны.
За заслуги в создании этого самолёта Лещенко был выпущен на свободу, восстановлен в ВКП(б) и с 1940-го по 1942 год работал Главным инженером авиазавода № 23 (с 1961 года — Завод имени М. В. Хруничева, ныне — Федеральное государственное унитарное предприятие «Государственный космический научно-производственный центр имени М. В. Хруничева»).
С 1942-го по 1946 год он являлся директором металлургического завода № 95, эвакуированного под Свердловск, в город Верхняя Салда.
С июля 1946 года по октябрь 1952 год вновь работал на заводе № 23 Министерства авиационной промышленности (в Филях), но уже в должности директора завода.
При его руководстве были выпущены турбореактивные бомбардировщики Ту-12, Ту-14, тяжелый четырёхмоторный бомбардировщик Ту-4. Активно способствовал организации опытного производства ОКБ-23 Владимира Михайловича Мясищева и созданию первого отечественного стратегического турбореактивного самолета М-4.
С октября 1952 года по февраль 1954 года являлся директором авиационного завода № 82 (ныне — Тушинский Машиностроительный завод).
С февраля 1954 года являлся Начальником 6-го Главного управления Министерства авиационной промышленности СССР.
14 апреля 1955 года вышло Постановление ЦК КПСС и Совета Министров СССР № 720-435сс «Вопросы ракетного и реактивного вооружения», на котором были утверждены приоритетные задачи в области ракетного и реактивного вооружения на ближайшую перспективу. В частности, одним из направлений было обозначено создание баллистических и крылатых ракет дальнего действия (изделия Р-7, «Буря» и «Буран») и управляемых самолётов-снарядов дальнего действия (система К-20, «Комета»).
Этим же Постановлением он был утверждён в должности заместителя Министра авиационной промышленности СССР по ракетному вооружению.
С декабря 1957 года по октябрь 1963 года являлся Первым заместителем Председателя Государственного комитета СМ СССР по авиационной технике (ГКАТ).
С 1963 года и до конца жизни он возглавлял Научно-исследовательский институт технологии и организации производства.
Избирался делегатом XXIII съезда КПСС.
Умер 9 мая 1974 года в Москве. Похоронен на Введенском кладбище (уч. 29).

## Награды
- 4 Ордена Ленина
- Орден Октябрьской Революции
- Орден Отечественной войны I степени
- Орден Трудового Красного Знамени
- Орден Красной Звезды